# Destrehan
Destrehan – jednostka osadnicza w Stanach Zjednoczonych, w stanie Luizjana, w parafii St. Charles.